# Gabriel Soulacroix (chanteur)
Pour les articles homonymes, voir Soulacroix.
Ne doit pas être confondu avec Gabriel  Soulacroix.
Répertoire
- La Basoche d'André Messager
- Le jongleur de Notre-Dame de Jules Massenet

Gabriel Valentin Soulacroix (né le 11 décembre 1853 à Fumel où il est mort le 11 août 1905) est un baryton d'opéra français.

## Biographie
Il a étudié à Toulouse, où il a remporté quatre premiers prix, puis à Paris.
Il a fait ses débuts dans Mireille le 5 septembre 1878. Il s'est produit régulièrement à La Monnaie, à Bruxelles, avec quelques premières lyriques dans cette ville.
Son répertoire à Bruxelles inclut Le timbre d'argent de Camille Saint-Saëns (10 février 1879, dans le rôle du médecin), L'orage de Jean Urich (2 mai 1879, Julien), La Flûte enchantée (chantée en en français, de janvier à avril 1880, Papageno), la Bernoise, un opéra-comique d'Émile Mathieu (1er avril 1880, André), Le capitaine Raymond, un opéra-comique de Jean-Baptiste Colyns (8 avril 1881, Le comte de Guitaut), Jean de Nivelle de Léo Delibes (28 novembre 1882, Le comte de Charolais), Le panache blanc, un opéra-comique de Philippe Flon (15 février 1884), Manon (15 mars 1884, Lescaut), Le trésor, un opéra-comique de Charles Edouard Lefebvre (15 décembre 1884, Le duc Jean), Joli Gilles de Ferdinand Poise (7 février 1885, rôle titre), et Les maîtres Chanteurs de Nuremberg (en français, 7 mars 1885, Sixtus Beckmesser).
Soulacroix a rejoint l'Opéra-Comique en 1885, sa première apparition étan dans Les Dragons de Villars le 25 septembre 1885 (rôle de Bellamy). Il a chanté Ford dans la production en 1894 de Falstaff, ainsi que Alfio (Cavalleria rusticana), Ourrias (Mireille) Schaunard (La Bohème) et Figaro (Le Barbier de Séville). Il était sur scène en train de chanter Laerte dans Mignon la nuit où le feu a pris dans la Salle Favart le 25 mai 1887, et plus tard a reçu la médaille de sauvetage. En décembre 1899, il ajoute à son répertoire Oreste , dans une production d'Iphigénie en Tauride au Théâtre de la Renaissance.
Au Covent Garden de Londres, il chante les rôles de Pedrillo, Escamillo, Figaro (Rossini), Alfio, Mercutio et Beckmesser. En outre, il s'est produit dans de nombreux opéras à Monte-Carlo de 1889 à 1904, y compris en chantant le rôle-titre de Zampa et Iago d'Otello. Sa carrière s'est terminée prématurément par sa mort subite à l'âge mûr.

## Rôles créés
- Ferdinand dans Egmont (Gaston Salvayre, 1886)
- Plutus (Charles Lecocq, 1886)
- Gabriel dans Pilote (Urich, 1890)
- Clément Marot dans La Basoche (André Messager, 1890)
- Treocrite dans Aréthuse (De Montgomery, 1894)
- Rôle-titre dans Panurge (Robert Planquette, 1895)
- Myrrhon dans Messeline (de Lara, 1899)
- Le Prieur dans Le jongleur de Notre-Dame (Jules Massenet, 1902)

## Enregistrements
Les enregistrements sur cylindres et disques de Soulacroix comprennent des airs de Rip, Richard Cœur-de-Lion, La Favorite, Hérodiade, Si j’étais roi et Carmen, ainsi que des airs tirés des rôles qu'il a créés: A ton amour simple et sincère et Quand tu connaîtras Colette de La Basoche, et l'Air du prieur du jongleur de Notre-Dame.
Certains de ces enregistrements ont été republiés sur CD.